# Luis Fernandez-Gil
Luis Fernandez-Gil ist ein spanischer Schauspieler. Seit 2014 spielt er eine Nebenrolle in der Wrestling-Fernsehserie Lucha Underground.

## Leben
Luis Fernandez-Gil lebte früher in Madrid und hielt sich mit kleinen Rollen und Werbespots über Wasser. 2004 hatte er eine erste größere Rolle im Film Weapon of Mass Destruction. Fernandez-Gil spielte 2011 bei Jack und Jill und ein Jahr später bei Alexandre Ajas Maniac mit. Neben weiteren Kino- und Fernsehfilmen spielte er Gastrollen in mehreren Fernsehserien wie Mike & Molly, The Mentalist und It’s Always Sunny in Philadelphia.
Im Oktober 2014 hatte er seine Premiere bei Lucha Underground, seitdem verkörpert er den Promoter Dario Cueto.
Luis Fernandez-Gil hat den schwarzen Gürtel im Judo.

## Filmografie (Auswahl)
- 2004: Weapon of Mass Destruction
- 2005: Sharkskin 6
- 2006: Bo! In the USA (Fernsehserie, 6 Folgen)
- 2006: Unlocking Ancient Secrets of the Bible (Miniserie, 2 Teile)
- 2006: Between the Lines
- 2007: The Wrath
- 2008: The Watermelon
- 2008: 8
- 2009: Now & Later
- 2009: Poker Run
- 2010: Institution
- 2011: Beast Beneath
- 2011: Kidnap & Rescue (Fernsehserie, Folge 1x01)
- 2011: Monkey Man
- 2011: No Me Hallo (Fernsehserie, 15 Folgen)
- 2011: Jack und Jill (Jack and Jill)
- 2012: Alexandre Ajas Maniac (Maniac)
- 2012: The Beauty Inside (Mini-Serie, 5 Teile)
- 2012: Teenage Bank Heist (Fernsehfilm)
- 2013: The Mark: Redemption
- 2014: Mike & Molly (Fernsehserie, Folge 4x11)
- 2014–2018: Lucha Underground (Fernsehserie, 106 Folgen)
- 2014: The Mentalist (Fernsehserie, Folge 6x21)
- 2014: Ray Donovan (Fernsehserie, Folgen 2x01–2x02)
- 2015: 6 Ways to Die
- 2016: Angie Tribeca (Fernsehserie, Folge 1x09)
- 2016: Joshy
- 2016: It’s Always Sunny in Philadelphia (Fernsehserie, Folge 11x06)
- 2016: Stevie D
- 2016–2019: Club de Cuervos (Fernsehserie, 6 Folgen)
- 2016: She’s allergic to Cats
- 2016: You’re the Worst (Fernsehserie, Folge 3x01)
- 2016: Regeln spielen keine Rolle (Rules Don’t Apply)
- 2016: Sammy-Gate
- 2017: Border Brothers
- 2017: Studio City Kings (Fernsehserie, Folgen 2x02–2x04)
- 2017: To My Family
- 2018: POLY: Please Openly Love Yourself
- 2018: Father Militant (Fernsehserie, Folgen 1x01–1x04)
- 2018: Glass Jaw
- 2020: Lass es, Larry! (Curb Your Enthusiasm, Fernsehserie, Folge 10x03)
- 2020: Cockpit (Fernsehfilm)
- 2021: Ride the Eagle
- 2022: This Fool (Fernsehserie, Folge 1x08)
- 2023: Mayans M.C. (Fernsehserie, 5 Folgen)
- 2023: His Only Son
- 2024: Tokyo Swindlers (Fernsehserie, Folge 1x01)